# Marie-Anne de Neubourg
Marie-Anne de Neubourg, née le 28 octobre 1667 au château de Benrath à Düsseldorf et morte le 16 juillet 1740 à Guadalajara, est une princesse allemande. Elle est reine d'Espagne, de Sicile et de Naples, duchesse de Bourgogne, de Milan, de Brabant, de Luxembourg et de Limbourg et comtesse de Flandre et de Hainaut par son mariage avec le roi Charles II d'Espagne.

## Biographie

### Famille
Marie-Anne était le douzième enfant de l'électeur palatin du Rhin, Philippe-Guillaume de Neubourg, et de son épouse Élisabeth-Amélie de Hesse-Darmstadt. Elle est également la petite-fille de Georges II de Hesse-Darmstadt. Elle fut élevée avec ses frères et sœurs au château de Neubourg-sur-le-Danube. En 1677, sa sœur aînée Éléonore de Neubourg devint impératrice du Saint-Empire. Dès lors les princesses de Neubourg devinrent des partis d'autant plus intéressants tandis que les princes obtinrent les charges ecclésiastiques les plus respectables. En 1687, sa sœur aînée Marie-Sophie devint reine du Portugal et partit pour son pays d'adoption.
En 1689, Marie-Louise d'Orléans, la première épouse du roi Charles II d'Espagne mourut. Les ministres espagnols durent rapidement trouver une nouvelle épouse qui pût donner au roi l'héritier tant attendu. Marie-Anne fut choisie parmi d'autres candidates pour être la seconde femme de ce roi à cause de la haute fertilité des femmes de sa famille (sa mère avait donné le jour à 17 enfants). Ses sœurs avaient très vite assuré la continuité dynastique de leurs époux respectifs. De plus, elle était la sœur de l'épouse de l'empereur Léopold Ier, renforçant ainsi les liens avec le rameau autrichien de la Maison de Habsbourg.

### Mariage
Le mariage par procuration eut lieu le 28 août 1689 à Ingolstadt en Bavière, en présence de son beau-frère l'empereur Léopold et de sa sœur l'impératrice Éléonore, parmi d'autres invités prestigieux. Cependant, l'Europe étant en guerre, Marie-Anne n'arriva en Espagne que plusieurs mois plus tard, au printemps 1690. Elle épousa Charles en personne le 14 mai 1690 à San Diego, près de Valladolid. Ce mariage resta stérile, selon toutes vraisemblances à cause des problèmes de santé du roi.
Pendant le règne, Marie-Anne fit subir à son époux des crises de colères et des grossesses imaginaires. De plus, elle fut également compromise dans plusieurs complots à la Cour d'Espagne, et voulait que son neveu l'archiduc Charles d'Autriche devienne le futur roi d'Espagne. Cela va sans dire, elle était en de très mauvais termes avec sa belle-mère Marie-Anne d'Autriche, la reine mère, qui voulait que son arrière-petit-fils, Joseph-Ferdinand de Bavière monte sur le trône. Après de nombreuses disputes avec sa bru, la reine-mère décréta que « Deux soleils ne pouvaient pas vivre dans le même ciel ».
Durant un échange plus vif que les autres, elle dit à la jeune reine :
« Apprenez à vivre, Madame, et sachez une bonne fois pour toutes que des personnes beaucoup plus élevées que vous se sont inclinées devant moi, des personnes sur lesquelles vous n'avez qu'un seul avantage, vous êtes l'épouse de mon fils, un honneur que vous devez à moi seule. »
Ce à quoi Marie-Anne rétorqua : « C'est pourquoi je vous hais tant ! »
La plupart des courtisans espagnols haïssaient Marie-Anne, en partie parce qu'elle usait de tout son pouvoir pour obtenir autant d'argent qu'elle le pouvait pour sa famille palatine et pour elle-même, allant jusqu'à voler des tableaux précieux des collections royales pour les envoyer à ses proches en Allemagne.
Néanmoins, l'économie du royaume était loin d'être bonne et même Marie-Anne dut faire des sacrifices financiers. Elle fut notamment forcée de mettre en gage ses propres bijoux pour couvrir des dépenses que son mari n'avait pas les moyens d'assumer. Elle s'en plaint à sa famille, écrivant que ses sœurs avaient une meilleure dot qu'elle. Sa colère s'accrut quand elle entendit que l'épouse précédente de son mari, Marie-Louise d'Orléans, avait apporté avec elle de magnifiques bijoux quand elle avait épousé Charles. Sa mère, Élisabeth-Amélie, écrit à ce propos :
« Ce n'est pas vrai que la reine avait une dot plus petite que ses sœurs. Ni l'impératrice, ni la reine du Portugal, ni la princesse de Pologne n'ont reçu plus qu'elle. Bien sûr, elle ne peut pas se comparer à la fille du Duc d'Orléans, qui est la nièce du monarque le plus riche du monde, mais, d'un autre côté, je pense que c'est une honte qu'elle ait dû mettre en gage ses bijoux pour couvrir les dépenses de son époux. »

### Veuvage

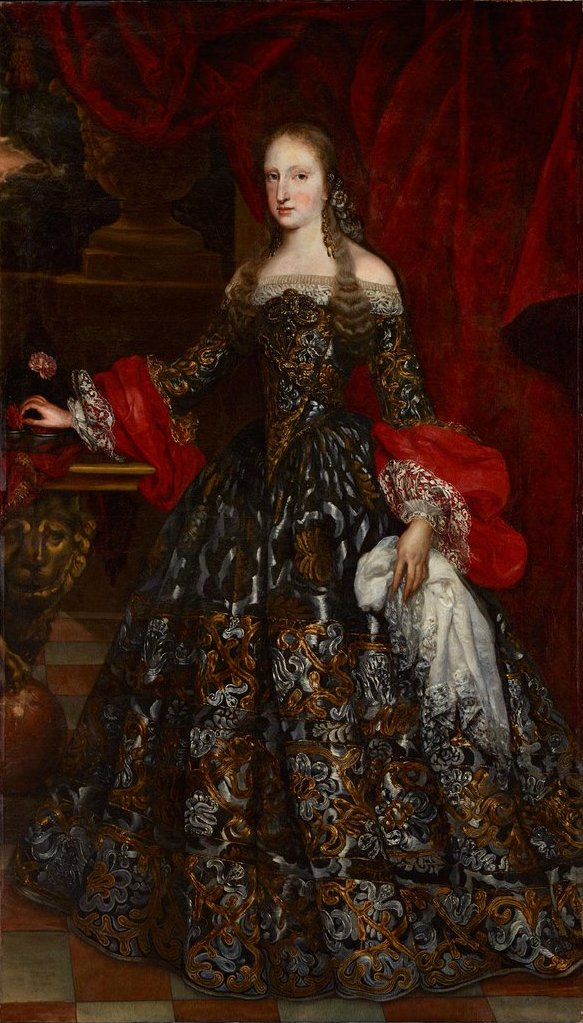
Marie-Anne de Neubourg, reine d'Espagne (Coello)

Le roi mourut le 1er novembre 1700 à Madrid. Il demanda par testament que sa veuve reçoive une rente correcte chaque année, et qu'elle fût traitée avec respect par son successeur. Cependant, le nouveau roi, Philippe V, ordonna que Marie-Anne quitte Madrid avant son entrée dans la capitale.

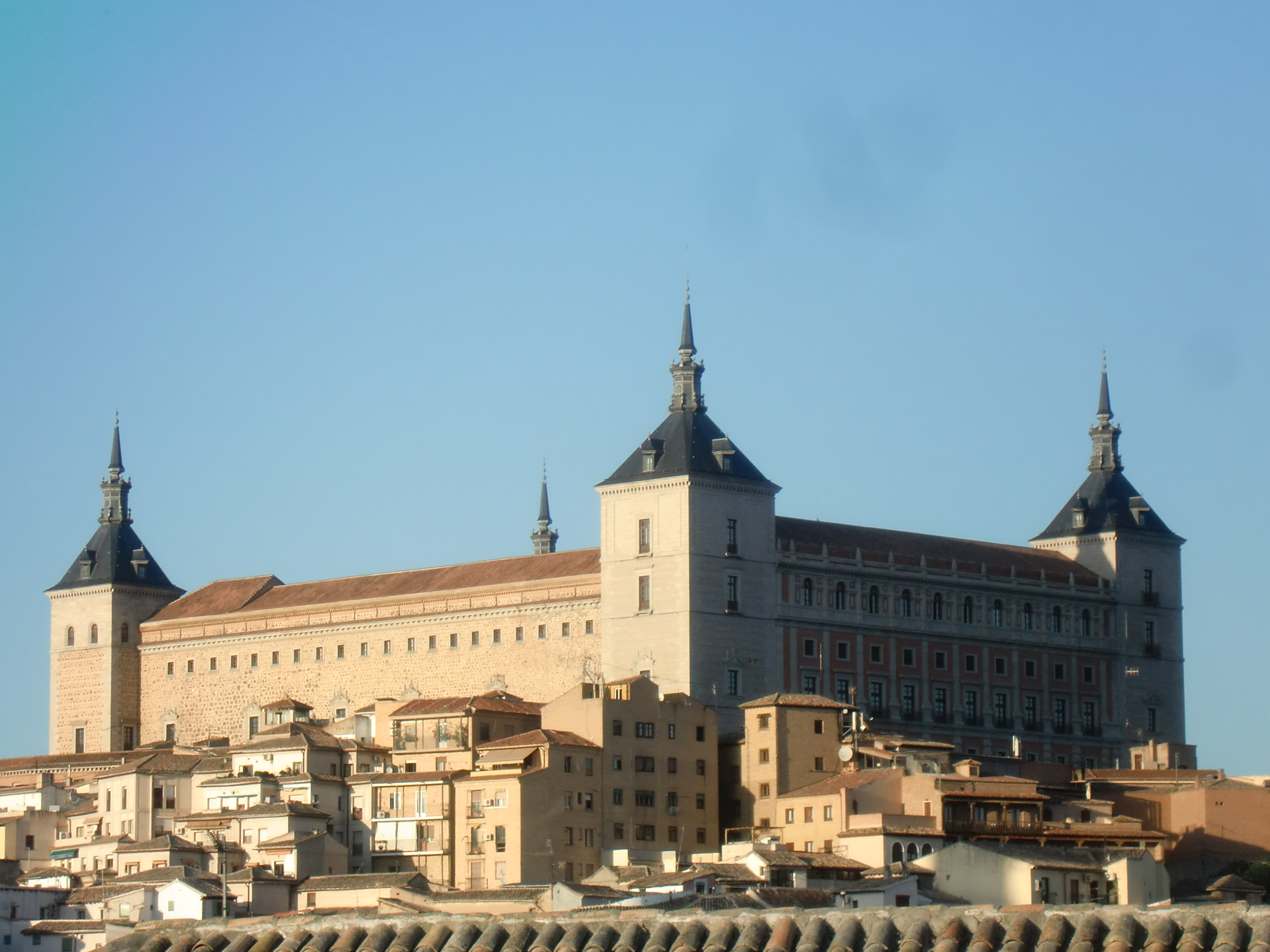
L'Alcazar de Tolède

La reine n'eut pas d'autre choix que de vivre dans la cité voisine, Tolède, où elle habita dans l'Alcazar. Elle écrivit plusieurs lettres à sa famille, dans le Saint-Empire, dans le but d'améliorer sa condition, mais sans grand succès.
Malgré tout, Marie-Anne dut se résigner à demeurer dans le palais de l'Alcazar, où sa situation continua d'être très difficile. Fin 1704, la reine écrivit à sa mère, se plaignant en ces termes « Je suis complètement abandonnée, on ne me donne pas ma rente, ou, du moins, on en m'en donne que le tiers… par conséquent je n'ai que très peu de serviteurs, je ne peux pas en avoir car je n'ai pas d'argent pour les payer, et parfois je n'ai même pas assez de nourriture… je suis si malheureuse que je ne peux faire confiance à personne et j'ai peur que tout le monde m'abandonne. »
Deux ans plus tard, en 1706, son destin changea lorsque son neveu, l'archiduc Charles d'Autriche occupa la ville de Tolède avec l'armée impériale. Naturellement, Marie-Anne en fut ravie et l'accueillit avec joie, ce qui provoqua la colère du roi Philippe V qui l'expulsa d'Espagne quelques années plus tard. Elle se rendit à Bayonne, où elle vécut les décennies suivantes rue Montaut.
Vivant dans la gêne, elle reçut en 1714 sa nièce la princesse de Parme Élisabeth Farnèse qui s'en allait épouser le roi d'Espagne Philippe V, veuf de Marie-Louise Gabrielle de Savoie. La rencontre fut polie. Si le sort malheureux de cette reine en exil impressionna la nouvelle reine d'Espagne, il n'inspira pas de compassion à la jeune ambitieuse qui n'apporta aucune aide matérielle ou morale à l'ancienne souveraine. En 1721, Saint-Simon, ambassadeur spécial, en route pour Madrid, lui présenta des lettres du jeune Louis XV de France et du Régent, le duc d'Orléans. Il nota dans ses Mémoires l'état de pauvreté de la douairière. En 1739, âgée et malade, elle fut finalement autorisée à retourner en Espagne. Elle s'installa dans le Palais de l'Infant à Guadalajara, où elle mourut le 16 juillet 1740. Elle est enterrée à l'Escurial.

## Personnage de fiction
Elle a été mise en scène par l'écrivain français Victor Hugo dans son drame romantique Ruy Blas, en 1838, où elle est nommée seulement « La Reine ». Cependant, l'auteur prête davantage à « La Reine » le caractère de sa devancière que celui de Marie-Anne de Neubourg.
1947 : Ruy Blas réalisé par Pierre Billon, scénario de Jean Cocteau, avec Jean Marais, Danielle Darrieux et Marcel Herrand
1971 : Ce drame a lui-même très librement inspiré la comédie La Folie des grandeurs réalisée par le cinéaste français Gérard Oury et dans laquelle « La Reine » est incarnée par Karin Schubert.